# (570) Citera
(570) Citera es un asteroide perteneciente al cinturón exterior de asteroides descubierto el 30 de julio de 1905 por Maximilian Franz Wolf desde el observatorio de Heidelberg-Königstuhl, Alemania.
Está nombrado por la isla jonia de Citera.